# Wim Willaert
Wim Willaert (Nieuwpoort, 19 marzo 1967) è un attore e musicista belga.

## Biografia
Diplomatosi all'Accademia Teatrale di Anversa, inizialmente segue la vocazione di musicista con la Flat Earth Society, ricoprendo il ruolo di fisarmonicista. Nel tempo proseguirà questa attività, dedicandosi alla creazione di colonne sonore. Il debutto cinematografico come attore è del 2004, sotto la guida di Yolande Moreau.

## Filmografia
- Quand la mer monte..., regia di Yolande Moreau e Gilles Porte (2004)
- Ex Drummer, regia di Koen Mortier (2007)
- HH, Hitler à Hollywood, regia di Frédéric Sojcher (2011)
- Marina, regia di Stijn Coninx (2013)
- Je suis mort mais j'ai des amis, regia di Guillaume Malandrin e Stéphane Malandrin
- The Premier - Rapimento e ricatto (De Premier), regia di Erik Van Looy (2016)

## Premi e riconoscimenti
- 2015: - Premio Magritte
  - Nominato a Premio Magritte per la migliore colonna sonora per Henri
- 2016: - Premio Magritte
  - Premio Magritte per il migliore attore per Je suis mort mais j'ai des amis